# Akrobatisk gymnastik
Akrobatisk gymnastik (engelska: Acrobatics gymnastics) är en form av gymnastik. Den baseras på akrobatiska rutiner som genomförs på ett sviktande parkettgolv. I utförandet måste vissa karakteristiska aerobicssteg och kombinationer av steg inkluderas. Denna form av idrott kallades tidigare sportakrobatik (engelska: Sport acrobatics).
I tävlingssammanhang deltar de aktiva i en av fem olika discipliner – dam, herr, par, trio eller grupp (group). Den sistnämnda varianten kan inkludera endast män, endast kvinnor eller tävlande av båda könen. Gymnastikformen utövas bland annat i Finland, där Finlandsmästerskapet arrangeras som del av Finlandsmästerskapen i gymnastik. På global nivå genomförs tävlingar på världsmästerskapsnivå; de första VM-tävlingarna arrangerades 1974 i Moskva.